# Departamento de Ouad Naga
Ouad Naga es un departamento de la región de Trarza, en Mauritania. En marzo de 2013 presentaba una población censada de 23 698 habitantes. Está formado por las siguientes comunas, que se muestran asimismo con población de marzo de 2013:
- Aouleigatt 8,330
- El Ariye 6,153
- Ouad Naga 9,215[1]